# Grandvillars
Grandvillars – miejscowość i gmina we Francji, w regionie Burgundia-Franche-Comté, w departamencie Territoire de Belfort.
Według danych na rok 1990 gminę zamieszkiwały 2874 osoby, a gęstość zaludnienia wynosiła 189 osób/km² (wśród 1786 gmin Franche-Comté Grandvillars plasuje się na 53. miejscu pod względem liczby ludności, natomiast pod względem powierzchni na miejscu 202.).